# Mistrzostwa Europy w Piłce Ręcznej Kobiet 2026 (eliminacje)
Ten artykuł dotyczy trwającego lub niedawnego wydarzenia sportowego. Informacje w nim zamieszczone mogą się zmienić lub zdezaktualizować wraz z postępem zdarzenia. Początkowe doniesienia, wyniki lub statystyki mogą być niepewne. Ostatnie aktualizacje do tego artykułu mogą nie odzwierciedlać najbardziej aktualnych informacji.
Kwalifikacje do Mistrzostw Europy w Piłce Ręcznej Kobiet 2026 mają na celu wyłonienie żeńskich reprezentacji narodowych w piłce ręcznej, które wystąpią w finałach tego turnieju.

## Informacje ogólne
Turniej finałowy organizowanych przez EHF mistrzostw Europy odbędzie się w pięciu państwach od 3 do 20 grudnia 2026 roku i wezmą w nim udział dwadzieścia cztery zespoły. Automatycznie do mistrzostw zakwalifikowały się drużyny pięciu gospodarzy oraz trzy czołowe zespoły ME 2024, o pozostałe miejsca zostały natomiast zorganizowane dwustopniowe kwalifikacje.

## Zakwalifikowane zespoły
| Kraj     | Strefa kwalifikacyjna | Mistrzostwa 2024 |
| -------- | --------------------- | ---------------- |
| Polska   | Gospodarz             | 9. miejsce       |
| Rumunia  | Gospodarz             | 11. miejsce      |
| Czechy   | Gospodarz             | 15. miejsce      |
| Słowacja | Gospodarz             | 24. miejsce      |
| Turcja   | Gospodarz             | 20. miejsce      |
| Norwegia | Mistrzostwa 2024      | 1. miejsce       |
| Dania    | Mistrzostwa 2024      | 2. miejsce       |
| Węgry    | Mistrzostwa 2024      | 3. miejsce       |

## Faza 1
Dziewięć najniżej sklasyfikowanych drużyny spotkało się w fazie preeliminacyjnej rywalizując systemem kołowym w ramach trzech trzyzespołowych grup w dniach 7–9 marca 2025 roku. Losowanie grup zostało przeprowadzone 20 grudnia 2024 roku w siedzibie EHF w Wiedniu, jednocześnie przeprowadzono też losowanie praw do organizacji turniejów. Awans do kolejnej fazy uzyskają zwycięzcy grup.
| Grupa A              |
| -------------------- |
| Bośnia i Hercegowina |
| Wielka Brytania      |
| Estonia              |

| Grupa B  |
| -------- |
| Litwa    |
| Bułgaria |
| Malta    |

| Grupa C    |
| ---------- |
| Luksemburg |
| Cypr       |
| Belgia     |

Awans do kolejnej fazy uzyskały Bośnia i Hercegowina, Litwa oraz Belgia.

### Grupa A
| 7 marca 202517:00 | Estonia | 20:31(8:14) | Bośnia i Hercegowina | KSPC "Mejdan", Tuzla Widzów: 400 Sędzia: Pavićević, Martinović |
| 7 marca 202517:00 |         | 20:31(8:14) |                      | KSPC "Mejdan", Tuzla Widzów: 400 Sędzia: Pavićević, Martinović |

| 8 marca 202517:00 | Wielka Brytania | 25:35(14:19) | Estonia | KSPC "Mejdan", Tuzla Widzów: 100 Sędzia: Pavićević, Martinović |
| 8 marca 202517:00 |                 | 25:35(14:19) |         | KSPC "Mejdan", Tuzla Widzów: 100 Sędzia: Pavićević, Martinović |

| 9 marca 202517:00 | Bośnia i Hercegowina | 25:15(12:9) | Wielka Brytania | KSPC "Mejdan", Tuzla Widzów: 450 Sędzia: Pavićević, Martinović |
| 9 marca 202517:00 |                      | 25:15(12:9) |                 | KSPC "Mejdan", Tuzla Widzów: 450 Sędzia: Pavićević, Martinović |

### Grupa B
| 7 marca 202517:30 | Bułgaria | 37:14(19:9) | Malta | Pałac Kultury i Sportu, Warna Widzów: 750 Sędzia: Bočáková, Jánošíková |
| 7 marca 202517:30 |          | 37:14(19:9) |       | Pałac Kultury i Sportu, Warna Widzów: 750 Sędzia: Bočáková, Jánošíková |

| 8 marca 202515:00 | Malta | 8:39(3:17) | Litwa | Pałac Kultury i Sportu, Warna Widzów: 150 Sędzia: Bočáková, Jánošíková |
| 8 marca 202515:00 |       | 8:39(3:17) |       | Pałac Kultury i Sportu, Warna Widzów: 150 Sędzia: Bočáková, Jánošíková |

| 9 marca 202513:00 | Litwa | 27:23(16:11) | Bułgaria | Pałac Kultury i Sportu, Warna Widzów: 1 000 Sędzia: Bočáková, Jánošíková |
| 9 marca 202513:00 |       | 27:23(16:11) |          | Pałac Kultury i Sportu, Warna Widzów: 1 000 Sędzia: Bočáková, Jánošíková |

### Grupa C
| 7 marca 202518:00 | Cypr | 18:21(12:12) | Belgia | Eleftheria Indoor Hall, Nikozja Widzów: 800 Sędzia: Peretz, Schwartz |
| 7 marca 202518:00 |      | 18:21(12:12) |        | Eleftheria Indoor Hall, Nikozja Widzów: 800 Sędzia: Peretz, Schwartz |

| 8 marca 202518:00 | Belgia | 33:23(17:10) | Luksemburg | Eleftheria Indoor Hall, Nikozja Widzów: 300 Sędzia: Peretz, Schwartz |
| 8 marca 202518:00 |        | 33:23(17:10) |            | Eleftheria Indoor Hall, Nikozja Widzów: 300 Sędzia: Peretz, Schwartz |

| 9 marca 202518:00 | Luksemburg | 21:26(8:17) | Cypr | Eleftheria Indoor Hall, Nikozja Widzów: 550 Sędzia: Peretz, Schwartz |
| 9 marca 202518:00 |            | 21:26(8:17) |      | Eleftheria Indoor Hall, Nikozja Widzów: 550 Sędzia: Peretz, Schwartz |

## Faza 2
W drugiej fazie odbędzie się właściwy turniej eliminacyjny z udziałem dwudziestu czterech reprezentacji podzielonych na sześć grup po cztery zespoły. Awans do turnieju finałowego ME uzyskają po dwie czołowe zespoły z każdej z grup oraz jeszcze cztery, których sposób wyłonienia nie został początkowo ustalony. Ostatecznie, wraz z rozstawieniem zespołów przed losowaniem grup, ogłoszono, że będzie to najlepsza czwórka spośród drużyn, które zajęły trzecie miejsca w swoich grupach. Mecze zostaną rozegrane w sześciu terminach:
- Rundy 1 i 2: 15–19 października 2025
- Rundy 3 i 4: 4–8 marca 2026
- Rundy 5 i 6: 8–12 kwietnia 2026.

### Losowanie
Losowanie grup zaplanowano na 20 marca 2025 roku w rumuńskim mieście Kluż-Napoka. Przed losowaniem drużyny zostały podzielone na cztery koszyki według rankingu EHF, z zastrzeżeniem, że Kosowo nie może znaleźć się w tej samej grupie co Serbia.
| Koszyk 1   |
| ---------- |
| Francja    |
| Szwecja    |
| Holandia   |
| Niemcy     |
| Czarnogóra |
| Hiszpania  |

| Koszyk 2   |
| ---------- |
| Słowenia   |
| Chorwacja  |
| Austria    |
| Szwajcaria |
| Serbia     |
| Islandia   |

| Koszyk 3           |
| ------------------ |
| Macedonia Północna |
| Ukraina            |
| Portugalia         |
| Włochy             |
| Grecja             |
| Kosowo             |

| Koszyk 4             |
| -------------------- |
| Wyspy Owcze          |
| Finlandia            |
| Izrael               |
| Bośnia i Hercegowina |
| Litwa                |
| Belgia               |

W wyniku transmitowanego w Internecie oraz kilkunastu europejskich stacjach telewizyjnych losowania, które przeprowadziły Bianca Bazaliu, Tatiana Šutranová, Iwona Niedźwiedź i Alena Stellnerová, wyłonionych zostało sześć grup liczących po cztery zespoły.
| Grupa 1   |
| --------- |
| Francja   |
| Chorwacja |
| Kosowo    |
| Finlandia |

| Grupa 2              |
| -------------------- |
| Holandia             |
| Szwajcaria           |
| Włochy               |
| Bośnia i Hercegowina |

| Grupa 3            |
| ------------------ |
| Niemcy             |
| Słowenia           |
| Macedonia Północna |
| Belgia             |

| Grupa 4     |
| ----------- |
| Czarnogóra  |
| Islandia    |
| Portugalia  |
| Wyspy Owcze |

| Grupa 5 |
| ------- |
| Szwecja |
| Serbia  |
| Ukraina |
| Litwa   |

| Grupa 6   |
| --------- |
| Hiszpania |
| Austria   |
| Grecja    |
| Izrael    |